# Prendetele vive!
Prendetele vive! (Bring 'Em Back Alive) è un film documentario del 1932 diretto da Clyde E. Elliott.
Interpretato da Frank Buck, in veste di protagonista e narratore, il film è stato girato in Malesia. Venne prodotto da Amadee J. Van Beuren dopo che Buck aveva cercato inutilmente di coinvolgere qualche grosso studio hollywoodiano nella sua idea di girare un documentario sugli animali della giungla.

## Produzione
Il film fu prodotto dalla Van Beuren Studios (con il nome The Van Beuren Corporation). Venne girato nella giungla della Malesia britannica e a Singapore.

## Distribuzione
Distribuito dalla RKO Radio Pictures, uscì nelle sale cinematografiche USA il 19 agosto 1932, e in Italia nel novembre 1933.